# Cantiveros
Cantiveros – gmina w Hiszpanii, w prowincji Ávila, w Kastylii i León, o powierzchni 14,37 km². W 2011 roku gmina liczyła 144 mieszkańców.